# Línea Recreo (Santa Fe)
La Línea Recreo es una línea de transporte urbano de pasajeros de la ciudad de Recreo y Santa Fe, Argentina. El servicio está actualmente operado por Autobuses Santa Fe S.R.L..

## Recorridos

### Recreo
Servicio diurno y nocturno.
Recorrido: R. Lehmann - S. de Iriondo - Presb. Martínez - Güemes - J. Díaz y Crucellas - Caferata - Av. Mitre - Av. Crespo - R. Nac. 11 - Av. Blas Parera - F. C. Rodríguez - Av. López y Planes - Av. Freyre - Ob. Gelabert - Saavedra - Salv. Caputto / Suipacha - 25 de Mayo - Tucumán - 27 de Febrero - Salta - San Gerónimo - 3 de Febrero - 9 de Julio - Junín - Av. Freyre - Av. López y Planes - F. C. Rodríguez - Av. Blas Parera - R. Nac. 11 - Av. Crespo - Av. Mitre - Aldao - Lehman.

## Críticas
El 21 de abril de 2014, un grupo de 30 vecinos bloquearon la salida de los colectivos de la parada a las 4:00, reclamando por el incumplimiento de las frecuencias y el mal estado de las unidades, a lo que la empresa se comprometió a agregar dos nuevas unidades a su flota.